# 安芬尼·哈达威
安芬尼·迪昂·“便士”·哈德威（英語：Anfernee Deon "Penny" Hardaway，1971年7月18日—），綽號一分錢（Penny），生于田纳西州的孟菲斯，為前美國NBA聯盟的職業籃球運動員，主要擔任控球后卫和得分后卫的位置，為聯盟罕見的高控衛。
哈达威在1993年NBA选秀中于第一轮第三顺位以探花的身份被金州勇士选中 ，随即被交易至奥兰多魔术。职业生涯先後效力于魔术、鳳凰城太阳、紐約尼克和邁阿密热火。魔術時期曾於1993–94賽季赛季獲得新秀挑戰賽MVP並入选NBA最佳新秀陣容第一隊，1994–95賽季与沙奎尔·奥尼尔带领奥兰多魔术闯入NBA总决赛。生涯共四次入选NBA全明星賽，二次入选NBA年度第一隊，1997年入选NBA年度第三隊，1996年代表夢三隊參加亚特兰大奥运会並夺得奥运会金牌。
哈德威已於2007年宣佈退役，職業生涯初期曾大放異彩，並與格蘭特·希爾競逐迈克尔·乔丹接班人，但在即将步入职业生涯巅峰时，却开始饱受伤病困扰，之后没能再有更多突出的表现。被視為如流星般消逝，十四年職業生涯当中，场均能夠得到15.2分、4.5篮板和5.0助攻。
2017年1月21日，魔术在主场对上密爾瓦基公鹿的比賽中为哈德威举行了魔術名人堂仪式。哈德威也成为魔术队史第五位入选球队名人堂的球员。

## 早年生涯
哈德威是法·哈德威（Fae Hardaway）和艾迪·戈爾登（Eddie Golden）的兒子。於1971年7月18日出生在美国田纳西州孟菲斯的一間小医院里。當醫生詢問哈德威的母親，要給孩子起什麼名字時，她回答“安东尼”（Anthony），而醫生卻却阴差阳错地把安东尼听成了“安芬尼”（Anfernee），于是安芬尼便成為了哈达威的名字。
哈达威的家庭处于社会的中下层，生活艰苦。年幼的哈达威没有得到过父母太多的照顾。他的母親在1974年離開孟菲斯前往奧克蘭追求她的歌星夢，臨走前雖然想將哈德威一起帶走，但是遭到了外祖母露易丝·哈达威（Louise Hardaway）極力反對。此後哈德威便和外祖母住在孟菲斯一个贫民区的单人房里相依为命。外祖母經常叫他「Pretty」，但是由於她的南方人口音，被人誤聽成了「Penny」，也因此成了球迷對哈德威的暱稱。
哈达威童年時第一次接觸的運動是美式足球，但是他的外祖母認為美式足球太過激烈，很容易讓他受傷，於是在她的建議下，哈达威改打籃球。

## 高中生涯
高中時期的哈德威已經在曼菲斯當地有著很大的名氣，他的父親經常說要來看他打球，可是卻從未兌現諾言。在辛苦努力之下，哈德威成為了全美排名第一的高中生球員，每場平均三十分。畢業後，哈達威進入孟菲斯州立大學就讀（1994年以後改名為孟菲斯大學）。

## 大學生涯
由於在學業上因為學業成績未達標準，哈德威在1990–91賽季無法得到上場比賽的機會。在他大一的時候，哈達威曾於一次搶劫中他的腳被歹徒持槍射傷，籃球生涯隨即面臨危機，所幸沒有造成大礙。大二時，哈德威以GPA3.4的成績獲選為院長嘉許名單（Dean's list）的成員並獲得上場比賽的資格。在他的帶領下，當年曼菲斯大學順利殺入了最後八強。

### 大二
1992年夏天，哈達威被獲選為1992年美國籃球發展隊隊員，成為夢一隊的練習對手。當時哈德威的隊友有許多知名球員，其中包含了克里斯·韋伯、鮑比·赫利、賈馬爾·馬什本、羅德尼·羅傑斯、艾瑞克·蒙特羅斯、格蘭特·希爾以及艾倫·休斯頓等未來NBA球員。

### 大三
在大三賽季中。哈德威場均繳出了22.8分、8.5籃板、6.4助攻、2.4抄截和1.2阻攻的成績。其中有兩次取得大三元成績。獲選為全美大學男子籃球隊的成員之一，且入圍了代表大學籃球員最高榮譽的奈史密斯學院年度最佳球員和約翰・伍登獎。
當時外界普遍認為若哈德威參加選秀將成為狀元，於是在經過思考後他決定放棄大四的學業而直接投入1993年NBA選秀，隔年曼菲斯大學便退休了哈德威所穿著的25號球衣。在2003年5月，哈德威重返孟菲斯大學完成大四學業，並獲得了專業研究學士學位。
哈達威在collegehoopsnet.com評選的排名前100的現代學院控衛中名列第五。另外，他還是ESPN大會美國銀牌週年紀念隊的頭號選手。

## NBA生涯
1993年，哈德威棄學投入NBA，當年擁有前三選秀權的分別是奧蘭多魔術隊、費城七六人隊、金州勇士隊。選秀當天，魔術隊用了第一順位選秀權選走了「密西根大學五虎」之首的前鋒克里斯·韋伯，而七六人則選走了中鋒肖恩·布拉德利，而金州勇士隊急需一名後衛，於是選走了哈德威，隨即勇士隊將他加上三個未來的首輪選秀權交易到魔術隊換來當年的狀元郎韋伯。
1995年，由沙奎尔·奥尼尔加上哈德威兩位NBA的新生代球星組合的魔術隊在東區準決賽打敗由復出的迈克尔·乔丹所帶領的芝加哥公牛隊，接著該年在東區冠軍爭奪戰上淘汰印第安那溜馬登上東區冠軍，闖入NBA總冠軍賽，最後敗給哈基姆·歐拉朱萬為首的休士頓火箭隊。隔年魔術隊與當年單季72勝的公牛隊再度交戰於東區決賽場上，結果被公牛隊掃地出門，四場比賽下來哈德威平均取得25.5分。
1997年歐尼爾離開奧蘭多，轉投洛杉磯湖人隊，但哈德威該季依舊將魔術隊帶入季後賽，以東區第七種子對上了由帕特·萊利指揮，阿朗佐·莫寧領軍的邁阿密熱火隊，經過五場激戰後，雖然最後3:2中箭落馬，但第三場（42分）第四場（41分）的演出，令人印象深刻。
1999年被交易到鳳凰城太陽隊的哈德威與傑森·基德組成了夢幻級的明星後場組合，但哈德威又因傷出賽場次不多，表現未如預期。
2000西區季後賽第一輪还淘汰聖安東尼奧馬刺隊。
2004年1月份被交易到纽约尼克斯。
2006年1月份被交易回到奧蘭多魔術隊，被魔術隊釋出，此后一直处于退休状态。

### 邁阿密熱火（2007）
2007年8月，哈德威與迈阿密热火签下一份无保障的合约，與前隊友沙奎爾·奧尼爾重聚。不过他不再穿1号球衣，因为1号球衣屬於多雷尔·赖特的，赖特也想让出1号球衣给前辈哈达威，可是却只能等到本赛季结束之后才能更换号码，所以哈达威只好选择7号球衣。2007年12月12日，為了給自由球員卢克·杰克逊騰出一個球隊位置，哈德威被邁阿密熱火放棄。在16場常規賽中，他場均貢獻3.8分、2.2籃板、2.2助攻和1.2抄截。哈达威宣布退出NBA。不过到了2015年参加了投篮大赛。

### 教練生涯（2018–）
2018年3月19日，哈達威被他的母校孟菲斯老虎聘請擔任總教練。哈達威被聘為替換前兩個賽季被孟菲斯隊解僱的前主教練塔比·史密斯（Tubby Smith）。

## NBA生涯數據

### NBA常规賽數據統計
| 賽季    | 球隊       | 出賽 | 先發 | 平均上場時間(分鐘) | 投籃命中率(%) | 三分球命中率(%) | 罰球命中率(%) | 平均籃板 | 平均助攻 | 平均抄截 | 平均阻攻 | 平均得分 |
| ------- | ---------- | ---- | ---- | ------------------ | ------------- | --------------- | ------------- | -------- | -------- | -------- | -------- | -------- |
| 1993–94 | 奧蘭多魔術 | 82   | 82   | 36.8               | 46.6          | 26.7            | 74.2          | 5.4      | 6.6      | 2.3      | 0.6      | 16.0     |
| 1994–95 | 奧蘭多魔術 | 77   | 77   | 37.7               | 51.2          | 34.9            | 76.9          | 4.4      | 7.2      | 1.7      | 0.3      | 20.9     |
| 1995–96 | 奧蘭多魔術 | 82   | 82   | 36.8               | 51.3          | 31.4            | 76.7          | 4.3      | 7.1      | 2.0      | 0.5      | 21.7     |
| 1996–97 | 奧蘭多魔術 | 59   | 59   | 37.6               | 44.7          | 31.8            | 82.0          | 4.5      | 5.6      | 1.6      | 0.6      | 20.5     |
| 1997–98 | 奧蘭多魔術 | 19   | 15   | 32.9               | 37.7          | 30.0            | 76.3          | 4.0      | 3.6      | 1.5      | 0.8      | 16.4     |
| 1998–99 | 奧蘭多魔術 | 50   | 50   | 38.9               | 42.0          | 28.6            | 70.6          | 5.7      | 5.3      | 2.2      | 0.5      | 15.8     |
| 1999–00 | 鳳凰城太陽 | 60   | 60   | 37.6               | 47.4          | 32.4            | 79.0          | 5.8      | 5.3      | 1.6      | 0.6      | 16.9     |
| 2000–01 | 鳳凰城太陽 | 4    | 4    | 28.0               | 41.6          | 25.0            | 63.6          | 4.5      | 3.8      | 1.5      | 0.3      | 9.8      |
| 2001–02 | 鳳凰城太陽 | 80   | 56   | 30.8               | 41.8          | 27.7            | 81.0          | 4.4      | 4.1      | 1.5      | 0.4      | 12.0     |
| 2002–03 | 鳳凰城太陽 | 58   | 51   | 30.6               | 44.7          | 35.6            | 79.4          | 4.4      | 4.1      | 1.1      | 0.4      | 10.6     |
| 2003–04 | 鳳凰城太陽 | 34   | 10   | 25.8               | 44.3          | 40.0            | 85.7          | 2.9      | 2.9      | 0.8      | 0.2      | 8.7      |
| 2003–04 | 紐約尼克   | 42   | 4    | 29.0               | 39.0          | 36.4            | 77.5          | 4.5      | 1.9      | 1.0      | 0.3      | 9.6      |
| 2004–05 | 紐約尼克   | 37   | 0    | 24.2               | 42.3          | 30.0            | 73.9          | 2.4      | 2.0      | 0.8      | 0.1      | 7.3      |
| 2005–06 | 紐約尼克   | 4    | 0    | 18.0               | 28.6          | 0.0             | 100.0         | 2.5      | 2.0      | 0.5      | 0.0      | 2.5      |
| 2007–08 | 邁阿密熱火 | 16   | 8    | 20.3               | 36.7          | 42.1            | 88.9          | 2.2      | 2.2      | 1.2      | 0.1      | 4.0      |
| 生涯    |            | 704  | 558  | 33.7               | 45.8          | 31.6            | 77.4          | 4.5      | 5.0      | 1.6      | 0.4      | 15.2     |
| 明星賽  |            | 4    | 4    | 24.5               | 62.5          | 41.7            | 83.3          | 3.7      | 6.0      | 1.0      | 0.0      | 13.7     |

### NBA季後賽數據統計
| 季後賽  | 球隊       | 出賽 | 先發 | 平均上場時間(分鐘) | 投籃命中率(%) | 三分球命中率(%) | 罰球命中率(%) | 平均籃板 | 平均助攻 | 平均抄截 | 平均阻攻 | 平均得分 |
| ------- | ---------- | ---- | ---- | ------------------ | ------------- | --------------- | ------------- | -------- | -------- | -------- | -------- | -------- |
| 1993–94 | 奧蘭多魔術 | 3    | 3    | 44.3               | 44.0          | 45.5            | 70.0          | 6.7      | 7.0      | 1.7      | 2.0      | 18.7     |
| 1994–95 | 奧蘭多魔術 | 21   | 21   | 40.4               | 47.2          | 40.4            | 75.7          | 3.8      | 7.7      | 1.9      | 0.7      | 19.6     |
| 1995–96 | 奧蘭多魔術 | 12   | 12   | 39.4               | 46.5          | 36.4            | 74.4          | 4.7      | 6.0      | 1.7      | 0.3      | 23.3     |
| 1996–97 | 奧蘭多魔術 | 5    | 5    | 44.0               | 46.8          | 36.7            | 74.1          | 6.0      | 3.4      | 2.4      | 1.4      | 31.0     |
| 1998–99 | 奧蘭多魔術 | 4    | 4    | 41.8               | 35.1          | 46.2            | 76.9          | 5.0      | 5.5      | 2.3      | 0.3      | 19.0     |
| 1999–00 | 鳳凰城太陽 | 9    | 9    | 42.9               | 46.2          | 26.3            | 71.0          | 4.9      | 5.7      | 1.6      | 1.2      | 20.3     |
| 2002–03 | 鳳凰城太陽 | 6    | 6    | 40.7               | 38.6          | 36.0            | 72.2          | 6.0      | 4.3      | 2.2      | 0.8      | 12.7     |
| 2003–04 | 紐約尼克   | 4    | 3    | 42.0               | 36.5          | 35.7            | 83.3          | 4.5      | 5.8      | 1.5      | 0.3      | 16.5     |
| 生涯    |            | 64   | 63   | 41.3               | 44.8          | 38.0            | 74.6          | 4.7      | 6.2      | 1.9      | 0.8      | 20.4     |

## 生涯紀錄
- 季後賽出場60場，平均20.6分6.2助攻。
- 五次三双紀錄。
- 連續四年進入明星賽（1995-98），平均13.8分6.0籃板3.8助攻。
- 2000年西區季後賽第一輪第二場對聖安東尼奧馬刺隊得到三双（17分、12籃板、13助攻）。
- 2000年季後賽為太陽隊第一得分手，平均20.3分、5.7籃板、4.9助攻。
- NBA第一隊（1995、1996）、NBA第三隊（1997）
- 1996年亞特蘭大奧運籃球金牌美國夢幻三隊成員之一。
- 1995年進入NBA冠軍賽。
- 1995年11月單月最佳球員。
- 1994年新人第一隊。
- 1994年新秀對抗賽MVP。
- 生涯最高得分42分，1995年11月8日對紐澤西籃網隊。
- 生涯單場三分球命中最多6球，1997年11月2日對波士頓塞爾提克。
- 生涯單場最高13籃板。
- 生涯單場最多助攻19次1995年4月13日對波士頓塞爾提克隊。
- 生涯單場最高7抄截。
- 生涯單場最高4火鍋。